# Strada statale 293 di Giba
La strada statale 293 di Giba (SS 293) è una strada statale italiana che collega la Marmilla con il Sulcis-Iglesiente, passando per il Campidano di Cagliari e il Monreale.

## Percorso

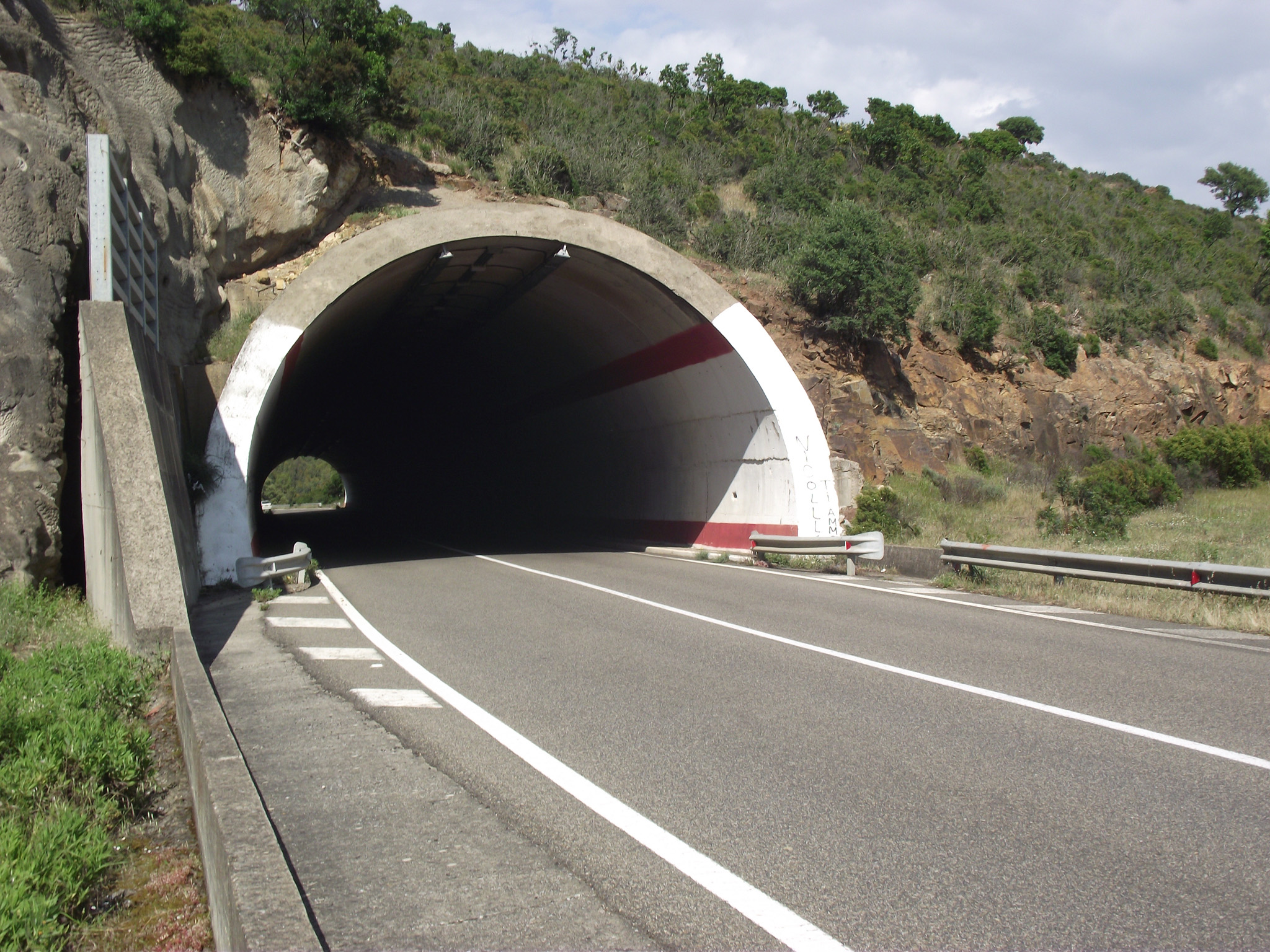
Galleria lungo la SS293 a sud di Siliqua

La strada ha inizio al quadrivio di Villasanta alle porte di Sanluri, dove gli altri 3 bracci sono rappresentati dalla strada statale 131 Carlo Felice (nord-ovest e sud-est) e dalla strada statale 197 di San Gavino e del Flumini (nord-est). La strada si distacca quindi in direzione sud-ovest, raggiungendo Samassi e la strada statale 196 di Villacidro.
Il tracciato prosegue in direzione sud attraversando Vallermosa, incrociando la strada statale 130 Iglesiente ed entrando in Siliqua. Dal paese esce sempre in direzione sud, per deviare successivamente verso sud-ovest e attraversare Nuxis, Piscinas e Giba dove all'interno del centro abitato si innesta sulla strada statale 195 Sulcitana. Nel tratto fra Siliqua e Nuxis è particolarmente apprezzata dai mototuristi, in virtù delle innumerevoli curve e dei paesaggi spettacolari che attraversa.